# Порторико
Порторико (шп. Puerto Rico), званично Комонвелт Порторико (енгл. Commonwealth of Puerto Rico), територија је САД на североистоку Карипског мора, источно од Доминиканске Републике и западно од Америчких и Британских Девичанских Острва.
Порторико је архипелаг који чине главно острво Порторико и бројна мања острва, међу којима су највећа Вијекес, Кулебра, и Мона. Острво Порторико је најмање острво Великих Антила, док је по броју становника треће од четири острва. Највећи и главни град је Сан Хуан. Захваљујући свом положају, Порторико има тропску климу, а самим тим топло време је присутно током целе године. Становништво углавном користи шпански језик, а енглески, поред шпанског, има статус службеног језика.
Пре доласка Европљана Порторико су вековима настањивали припадници народа Таино. Кристифор Колумбо је стигао на ово острво током свог другог путовања, 19. новембра 1493. године. Припадници народа Таино су током шпанске владавине поробљени и претрпели су велика страдања, услед тешких услова живота и болести које су донели Шпанци.
Влада у Мадриду је 25. новембра 1897. признала аутономију острву, чиме је Порторико престао да постоји као колонија. Уместо тога, постао је прекоморска аутономна провинција Шпаније потпуно једнака са другим шпанским провинцијама. Порториканци су тиме постали шпански држављани, а Порторику је омогућено да има пуну заступљеност пред шпанским судовима у Мадриду. Већ наредне године, Шпанија је након пораза у Шпанско-америчком рату била принуђена да уступи острво Сједињеним Америчким Државама.
САД су 1917. године дале држављанство становницима Порторика, а 1948. године омогућено им је да бирају свог гувернера. Устав Порторика усвојен је 1952. године.

## Географија
Порторико чини главно острво Порторико и неколико значајних острва, међу којима су Вијекес, Кулебра, Мона, Десечео, и Каха де Муертос. Од ових пет мањих острва само су Кулебра и Вијекес настањени током целе године. Поред ових, постоји и много мањих острва као што су Монито и Острво Сан Хуан, на ком се налази Стари Сан Хуан и Пуерта де Тијера.
 Порторико се простире на површини од 9.104 km² У правцу исток-запад највеће растојање на острву је 180 km док је у правцу север-југ 65 km. Најмање је острво Великих Антила.
Рељеф острва је углавном брдовит док се на северу и југу налази велико приобаље. Главни планински венац су Средишњи Кордиљери (шп. La Cordillera Central). На овом планинском венцу се налази и највиша тачка острва, Серо де Пунта, висине 1.339 m.
На Порторику нема језера али постоји петнаест резервоара насталих изградњом хидроцентрала. Услед мале ширине на острву нема већих река. Највећа река је Гранде де Аресибо, која тече према северу. Друге значајније реке Плата, Сибуко, Лоиза, и Бајамон се такође одводњавају према северу док се река Гранде де Ањаско одводњава према западу.
Порторико је смештен између Карипске и Северноамеричке тектонске плоче. Додири ове две плоче изазивају земљотресе и цунамије. Ове сеизмичке активности, уз одроне земље представљају неке од највећих геолошких претњи за острво.
Острво је окружено врло дубоким деловима океана: дуж севера острва протеже се Порториканска бразда са дубином од 9.219 m у Атлантику, а на југу је Венецуелански басен дубине 5.649 m у Карипском мору.

### Клима
Порторико је смештен у тропском климатском појасу. Температура је блага током целе године и креће се од 27 °C у нижим пределима до 21 °C у планинама. Између летње и зимске просечне температуре разлика је само три °C. Разлог томе је што топла вода Атлантског океана ублажава утицај хладног ваздуха који долази са севера и северозапада. Средишњи Кордиљери значајно утичу на промене у температури и количини падавина. Током целе године са истока дувају пасати. Кишна сезона траје од априла до новембра. Четвртина годишње количине падавина изручи се током тропских урагана. Годишња количина падавина је 1.687 мм.
| Клима Сан Хуана                                                                          | Клима Сан Хуана | Клима Сан Хуана | Клима Сан Хуана | Клима Сан Хуана | Клима Сан Хуана | Клима Сан Хуана | Клима Сан Хуана | Клима Сан Хуана | Клима Сан Хуана | Клима Сан Хуана | Клима Сан Хуана | Клима Сан Хуана | Клима Сан Хуана |
| Показатељ \ Месец                                                                        | .Јан.           | .Феб.           | .Мар.           | .Апр.           | .Мај.           | .Јун.           | .Јул.           | .Авг.           | .Сеп.           | .Окт.           | .Нов.           | .Дец.           | .Год.           |
| ---------------------------------------------------------------------------------------- | --------------- | --------------- | --------------- | --------------- | --------------- | --------------- | --------------- | --------------- | --------------- | --------------- | --------------- | --------------- | --------------- |
| Максимум, °C (°F)                                                                        | 28 (83)         | 29 (84)         | 29 (85)         | 30 (86)         | 31 (88)         | 32 (89)         | 32 (89)         | 32 (89)         | 32 (89)         | 32 (89)         | 30 (86)         | 29 (84)         | 31 (87)         |
| Минимум, °C (°F)                                                                         | 22 (72)         | 22 (72)         | 23 (73)         | 23 (74)         | 24 (76)         | 26 (78)         | 26 (78)         | 26 (78)         | 26 (78)         | 25 (77)         | 24 (75)         | 23 (73)         | 24 (75)         |
| Количина кишеmm (in)                                                                     | 95,5 (3,76)     | 62,7 (2,47)     | 49,5 (1,95)     | 118,9 (4,68)    | 149,9 (5,90)    | 112 (4,41)      | 128,8 (5,07)    | 138,7 (5,46)    | 146,6 (5,77)    | 142 (5,59)      | 161,3 (6,35)    | 127,5 (5,02)    | 1.433,4 (56,43) |
| Дани са кишом                                                                            | 17              | 13              | 12              | 13              | 17              | 15              | 19              | 18              | 17              | 17              | 18              | 19              | 196             |
| Релативна влажност, %                                                                    | 78,0            | 75,5            | 73,9            | 75,0            | 77,2            | 77,0            | 78,0            | 77,6            | 77,7            | 78,2            | 78,6            | 78,3            | 77,1            |
| Сунчани сати — дневни просек                                                             | 8               | 8               | 9               | 9               | 8               | 9               | 9               | 9               | 9               | 9               | 8               | 8               | 8,6             |
| Извор: „Average Weather for San Juan, PR”. The Weather Channel. Приступљено 22. 3. 2014. |                 |                 |                 |                 |                 |                 |                 |                 |                 |                 |                 |                 |                 |

## Историја

### Преколумбовско раздобље
Древна историја данашњег Порторика је недовољно позната. За разлику од других већих, напреднијих домородачких заједница Новог света (Астеци и Инке) и народа који су оставили обиље археолошких трагова о својим друштвима, иза домородачког становништва Порторика остали су само оскудни артефакти. О њиховом постојању говоре ретка археолошка налазишта и записи шпанских истраживача из колонијалног доба. Прву свеобухватну књигу о историји Порторика написао је фратар Ињиго Абад и Ласијера 1786, скоро три века након што су Шпанци стигли на ово острво.
Први становници острва били су Ортоироиди, амерички Индијанци из Архајског доба. Бавили су се ловом и риболовом а на Порторико су дошли из Јужне Америке. Према неким научницима населили су се у овим крајевима пре четири хиљаде година. На острву Вијекуес је 1990. пронађен скелет стар око четири хиљаде година. Ортоироиде су потиснули Саладоиди, припадници културе из исте области која је на Порторико дошла између 430. и 250. п. н. е.
Између 120. и 400. године на острво је дошло племе Ињери, које је првобитно живело на подручју реке Ориноко, на северу Јужне Америке. Између 4. и 10. века живели су заједно са народом Араико.
Између 7. и 11. века на Порторику се развијала култура народа Таино; да би отприлике почетком 11. века остварила превласт. Крајем 15. века, када је Колумбо дошао у ове крајеве, процењује се да је Порторико настањивало између тридесет и шездесет хиљада припадника овог народа. Њих је предводио поглавица (касике) Агвејбана. Они су острво звали Борикен што значи велика земља храброг и племенитог Бога. Домороци су живели у малим селима на чијем челу је био поглавица. Мушкарци су се бавили ловом и риболовом, док су жене скупљале и спремале корење и воће.

### Шпанска колонија
Колумбо је на тле Порторика ступио 19. новембра 1493. током свог другог путовања у Нови свет. Острво је назвао Сан Хуан Баутиста у част католичког свеца Јована Крститеља. Хуан Понсе де Леон, официр у Колумбовој служби, основао је 8. августа 1508. Капару, прву шпанску насеобину на овом острву. Касније је обављао дужност гувернера на острву. Касније су трговци и поморци острво прозвали Порторико а главна трговачка лука је добила име Сан Хуан.
Када су колонизовали острво Шпанци су присилили домороце на живот у енкомјендама. Поред тешког рада Индијанце су погодиле и заразне болести на које нису били имуни. На пример епидемија малих богиња током 1518. и 1519. усмртила је највећи део домородачког становништва на Порторику.
Краљ Карло I од Шпаније је 1520. године издао декрет којим су ослобођени преостали припадници Таино народа. Већ тада је њихов број био веома мали. Ради обезбеђивања радне снаге Шпанци су почели да увозе робове из подсахарске Африке. Међутим, број робова на Порторику је био мањи него на Куби, Сен Домингу и Гвадалупу, где су Шпанци и Французи направили велике плантаже шећера.
Робови из Африке су првенствено коришћени у лукама и градовима где је било сконцентрисано становништво. Унутрашњост острва је и даље била неистражена и неискоришћена. Порторико је ускоро постао важно упориште и значајна лука за даљу колонијалну експанзију Шпаније у северном делу Јужне Америке. На острву је изграђен већи број утврђења и бедема, као што су Форталеза, тврђава Сан Фелипе дел Моро и тврђава Сан Кристобал, ради заштите стратешке луке Сан Хуан од покушаја инвазије и од бројних пљачкашких похода Европљана. Сан Хуан је био важна лука за снабдевање бродова из свих европских земаља која су се бавила прекоатлантском трговином.
Крајем 17. и почетком 18. века Шпанија је своје колонијалне амбиције усмерила ка много просперитетнијим областима у Северној, Средњој и Јужној Америци. Порторико је занемарен, самим тим и неразвијен и углавном ненасељен пре 19. века. Ширење покрета за независност у шпанским колонијама допринело је повећаном интересовању матице за ово острво.
Врховна средишња хунта (шп. Junta Suprema Central) смештена у Кадизу је 1809. признала Порторико као прекоморску провинцију Шпаније. То је учињено с циљем обезбеђивања политичких веза са острвом јер је Шпанија била усред рата за независност. Овиме је становницима Порторика омогућено да делегирају своје представнике за скоро установљени шпански парламент, и равноправност у одлучивању са делегатима Иберијског полуострва, Балеарских и Канарских острва.
 Први представник Порторика у шпанском парламенту био је Рамон Повер и Хиралт. Ове уставне и парламентарне реформе биле су на снази од 1810. до 1814. и од 1820. до 1823. године. Две пута су укидане током обнове монархије на челу са Фернандом VII. Имиграција током 19. века као и реформе у трговини допринели су повећању броја Европљана и развоју привреде на острву, такође су појачали шпански културни и друштвени утицај на острву.
Временом је долазило до мањих побуна робова а најозбиљнија је била побуна из 1821. предвођена Маркосом Сиором. Иако није успео да оствари свој циљ Сиоро је стекао статус легенде и постао део порториканског фолклора.
Подстакнути догађањима у Јужној Америци на Порторику почетком 19. века настаје покрет за независност. Због прогона шпанских власти припадници покрета за независност су се окупили на острву Сент Томас. Они су били предвођени бригадним генералом Антониом Валером де Бернабеом и Маријом де лас Мерседес Барбудо. Ондашњи гувернер Порторика Мигел де ла Торе разоткрио је и похапсио поборнике независности, док су неки успели да оду у егзил.
Након што је велики део шпанских поседа на америчком континенту прогласио независност шпанска Круна је почела да доживљава Кубу и Порторико као стратешки важне територије. Ради ојачавања власти на својим двема преосталим колонијама у Новом свету 1815. донет је краљевски декрет из Грасеса. Штампан је на три језика: шпанском, енглеском и француском, с циљем колонизације других европских народа на ова острва. Шпански двор је сматрао да ће тиме бити сузбијене тежње ка независности јер би нови досељеници имали јаче везе са шпанском Круном. Стотине породица, углавном са Корзике, из Француске, Немачке, Ирске, Италије и Шкотске имигрирало је на острво.
Свима који су желели да настане ова два острва понуђено је бесплатно земљиште и подстицаји уз услов да се закуну на оданост шпанској Круни и верност римокатоличкој цркви. То је био врло добар потез јер се значајан број Европљана настанио на овим острвима а усељавање се наставило и после 1898. године.
Сиромаштво и политичка удаљеност од Шпаније допринели су избијању једног малог али значајног устанка 1868. познатог као Побуна у Ларесу (шп. Grito de Lares). Побуна је почела у руралном граду Ларесу али су устаници савладани када су покушали да је прошире на оближњи град Сан Себастијан.
Међу вођама устанка био је Рамон Еметерио Бетансес, који се сматра оцем порториканског покрета за независност, и друге значајне особе као што је Сегундо Руиз Белвис. Пет година касније на Порторику је укинуто робовласништво.
Након пропасти устанка предводници ове побуне отишли су у егзил у Њујорк. Тамо су 8. децембра 1895. основали Порторикански револуционарни комитет (шп. Comité Revolucionario de Puerto Rico) и наставили борбу за независност Порторика. Антонио Матеј Љуберас је са вођама покрета за независност из Јаука 1897. организовао још један устанак познат као Покушај пуча у Јауку (шп. Intentona de Yauco). Тамо је први пут истакнута каснија порториканска национална застава. Гласине о покушају пуча су стигле до шпанских власти које су брзо реаговале и осујетиле последњи значајнији устанак на острву током шпанске владавине. 
Луис Муњоз Ривера је 1897. убедио шпанску владу да пристане на доношење Повеље о аутономији Кубе и Порторика. Наредне године почела је да ради прва, али краткотрајна, аутономна влада Порторика који је сада био дефинисан као прекоморска провинција Шпаније. Овај споразум је подразумевао да Шпанија и даље именује гувернера Порторика, који је имао могућност да поништи било коју законодавну одлуку, и скупштину коју су чинили изабрани представници Порторика и делегати које је именовала шпанска влада. Општи избори су организовани марта 1898. а влада је почела са радом 17. јула 1898.

### Колонија Сједињених Америчких Држава
Крајем 19. века у Сједињеним Америчким Државама јачају империјалне тежње па тако и потреба да се оствари превласт на Карибима. САД су извршиле инвазију на Порторико 25. јула 1898. искрцавши се код Гванике током Шпанско – америчког рата. Као резултат рата Шпанија је САД предала Порторико, заједно са Филипинима и Гвамом.
Првих деценија 20. века Порториком је управљала војска са званичницима које је именовао председник Сједињених Америчких Држава. Порторико је Форејкеровим законом 1900. добио одређен степен власти, укључујући и Представнички дом чији су чланови бирани на општим изборима. (Чланове горњег дома и гувернера именовале су Сједињене Државе; у то време чланови америчког сената нису били бирани на изборима. Све до усвајања седамнаестог амандмана 1913. године, већину америчких сенатора су бирала законодавна тела савезних држава.)
Правосудни систем Порторика је направљен у складу са законодавством САД; основани су Врховни суд Порторика и Територијални суд САД за Порторико. Порторику је омогућено да има једног представника у Конгресу САД који нема право гласа.
Током обраћања у Представничком дому Порторика 1906. године, председник САД Теодор Рузвелт је предложио да Порториканци постану држављани САД.
Представнички дом Порторика је 1914. једногласно донео одлуку о независности али је Конгрес САД то одбацио сматрајући да је у супротности са уставом и да крши одредбе Форејкеровог закона из 1900. године.

#### Америчко држављанство
Конгрес САД је 1917. донео Џоунс-Шафротов акт, познатији као Џоунсов акт, којим су Порториканци стекли право на америчко држављанство. Овој одлуци су се успротивили сви чланови Представничког дома Порторика јер су сматрали да је то учињено с циљем регрутовања Порториканаца за војску САД и њихово учешће у Првом светском рату.
Поред држављанства овим актом омогућено је успостављање дводомне скупштине, као и доношење закона о правима. Такође, њиме је предвиђен избор једног представника Порторика у Конгрес САД, са четворогодишњим мандатом, на општим изборима.
Током првих неколико деценија америчке владавине на сиромашење острва утицале су природне непогоде, као што су земљотрес и цунами из 1918, и Велика депресија. Неке вође политичких станака, као што је Педро Албизу Кампос, лидер Националистичке партије Порторика, захтевале су промене у односима са Сједињеним Државама. Он је 1935. организовао протесте на Универзитету Порторика у Рио Пиједрасу у којима је полиција усмртила четворо демонстраната.
Амерички сенатор Милард Тајдингс је 1936. представио нацрт закона којим би Порторику била омогућена независност. Иако су све порториканске партије подржале нацрт закона он није прошао због противљења Луиса Муњоза Марина из Либералне партије. Марин је сматрао да ће овај закон имати лоше последице по привреду Порторика.
У другој половини тридесетих година 20. века дошло је до сукоба присталица независности са органима реда на острву. Најозбиљнији протести десили су се 21. марта 1937. у Понсу када је Острвска полиција, еквивалент Националној гарди, убила деветнаесторо и ранила више од двеста људи. Овај догађај је познат као масакр у Понсу. За последицу је имао нови предлог сенатора Тајдингса за доношење нацрта закона о независности Порторика, међутим и тај предлог је глатко одбачен.
Администрације Френклина Рузвелта и Харија Трумана су склопиле компромисни споразум са Луисом Муњозом Марином и осталим порториканским политичким вођама око управе над острвом. Председник САД Хари Труман је 1946. по први пут за гувернера Порторика именовао особу рођену на овом острву, Хесуса Пињера.

### Комонвелт
Након Другог светског рата долази до друштвених, политичких и економских промена које и данас обликују живот острва. Крајем четрдесетих година 20. века почиње масовна миграција Порториканаца на континентални део САД, првенствено у Њујорк. Главни разлог за исељавање представљале су неповољне привредне околности на острву, као и изражена потреба за припадницима оружаних снага САД и радном снагом у америчким предузећима.
Хесус Пињеро је 10. јуна 1948. потписао злогласни закон којим је било забрањено истицање порториканске заставе, певање родољубивих песама, разговарање о независности или борби за независност острва. Овај закон је подсећао на антикомунистички Смитов закон.
Исте године Конгрес САД је донео закон којим је омогућено становницима Порторика да изаберу гувернера. Први избори су одржани 2. новембра 1948. на којима је победио Луис Муњоз Марин, председник Сената Порторика.
Председник САД Хари Труман је 4. јула 1950. потписао закон којим је омогућено Порториканцима да сами донесу устав којим би самостално уредили органе управе; а Порторико би имао статус комонвелта. Муњоз Марин, као гувернер Порторика, није се залагао за независност што је разљутило неке од његових бирача. Неколико месеци касније одиграло се више локалних побуна међу којима је најзначајнија побуна у Хајуји. Тада је дошло до напада на резиденцију гувернера па је војска морала да интервенише. Порторикански националисти, Гриселио Торесола и Оскар Кољазо, покушали су да 1. новембра 1950. изврше атентат на председника САД Харија Трумана. Торесола је убијен током акције, док је Кољазо заробљен. Кољазо је одслужио казну од 29 година у федералном затвору, и пуштен је 1979. године.
Бирачи су у фебруару 1952. на референдуму потврдили устав чиме је коначно успостављен Комонвелт Порторико (енгл. Commonwealth of Puerto Rico). Исте године по први пут је од 1948. било дозвољено јавно истицање порториканске заставе.
Први плебисцит о државноправном статусу Порторика одржан је 23. јула 1967. године. За статус комонвелта гласало је 60,4%, за статус савезне државе 39%, док је за независност гласало 0,6% посто становништва. Поред овог одржани су и плебисцити 1993. и 1998. године. Оба пута, иако са малом разликом, остао је статус кво. Након плебисцита одржаног 1967. основана је Нова прогресивна партија (шп. Partido Nuevo Progresista) са Луисом Фереом на челу. Ова партија се од свог оснивања залаже да Порторико постане савезна држава САД. Луис Фере је победио на изборима 1968. и постао први гувернер заговорник Порторика као савезне државе САД.

## Политика
Порторико је територија у саставу САД али нема статус савезне државе то јест није пуноправан члан. У оквиру САД има статус комонвелта што значи да поседује одређену аутономију коју му је одобрио Конгрес САД. Власт на Порторику је подељена на законодавну, судску и извршну. Законодавну власт врши дводомна скупштина коју чине сенат и представнички дом. Извршну власт има гувернер, који је уједно на челу владе. Гувернер и чланови скупштине бирају се на општим изборима сваке четири године. Поглавар државе је председник Сједињених Америчких Држава.
На челу судске власти је Главни судија Врховног суда Порторика; тренутно ту дужност обавља Федерико Ернандез Дентон. Законодавство Порторика представља спој грађанског и општег закона. Судије именује гувернер на предлог и уз договор са сенатом.
У Конгресу САД Порторику има једног делегата без права гласа. Он има статус Resident Commissioner-а.
Избори на Порторику се одржавају под окриљем Федералне изборне комисије и Државне изборне комисије Порторика. Порториканци који живе на острву не могу да гласају на изборима за председника САД али могу да гласају на примарним изборима, док они који живе у некој од педесет савезних држава САД могу да гласају на председничким изборима.
С обзиром да Порторико није независна држава на његовој територији нема амбасада. Међутим, постоје конзулати из четрдесет једне државе, углавном су то земље из Европе и Америке. Већина конзулата је смештена у Сан Хуану. Пошто није савезна држава, на Порторику не постоје административне јединице првог реда тј. окрузи. Подељен је на 78 општина које су подељене на квартове. Свака општина има градоначелника и општинско законодавно тело са мандатом од четири године.
Од 1952. на Порторику делују три веће политичке странке: Народна демократска странка (шп. Partido Popular Democrático (PPD)), Нова прогресивна странка (шп. Partido Nuevo Progresista (PNP)) и Странка за независност Порторика (шп. Partido Independentista Puertorriqueño (PIP)). Ове три странке имају различито виђење политичког положаја Порторика: PPD се залаже за очување статуса комонвелта, PNP се залаже за статус савезне државе, док се PIP залаже за статус независне државе.

## Становништво
Према процени Пописног бироа Сједињених Држава на Порторику је 1. јула 2012. живело 3.667.084 особе, што представља смањење од 1,6 процената у односу на попис из 2010. године. Током прве деценије 21. века забележено је смањење броја становника на острву, први пут откада се врши попис на Порторику. Број становника Порторика је према попису из 2000. био 3.808.610 док је 2010. евидентирано 3.725.789 особа. Смањење и старење становништва представља озбиљан проблем за порториканско друштво.
Према расној структури белци су доминантно становништво са 75,8%, црнци чине 12,4%, амерички Индијанци 0,5%, док мелези чине 11,1% становништва. Скоро целокупно становништво острва је хиспаноамеричког порекла.

### Највећи градови
| Сан Хуан Бајамон | 1.  | Сан Хуан     | 395.326 | Каролина Понсе |
| Сан Хуан Бајамон | 2.  | Бајамон      | 208.116 | Каролина Понсе |
| Сан Хуан Бајамон | 3.  | Каролина     | 176.762 | Каролина Понсе |
| Сан Хуан Бајамон | 4.  | Понсе        | 166.327 | Каролина Понсе |
| Сан Хуан Бајамон | 5.  | Кагвас       | 142.893 | Каролина Понсе |
| Сан Хуан Бајамон | 6.  | Гвајнабо     | 97.924  | Каролина Понсе |
| Сан Хуан Бајамон | 7.  | Аресибо      | 96.440  | Каролина Понсе |
| Сан Хуан Бајамон | 8.  | Тоа Баха     | 89.609  | Каролина Понсе |
| Сан Хуан Бајамон | 9.  | Мајагвез     | 89.080  | Каролина Понсе |
| Сан Хуан Бајамон | 10. | Трухиљо Алто | 74.842  | Каролина Понсе |

## Привреда
Најважнији пољопривредни производи су им шећерна трска, банане, кафа, ананас и дуван, а важан је и риболов. Важније индустријске гране су прехрамбена производња, текстилна и цементна индустрија и производња машина, али је важан привредни фактор и туризам.